# Pseudopallene longicollis
Pseudopallene longicollis is een zeespin uit de familie Callipallenidae. De soort behoort tot het geslacht Pseudopallene. Pseudopallene longicollis werd in 1888 voor het eerst wetenschappelijk beschreven door Sars. 